# ك. ديفان
ك. ديفان هو لاعب كرة قدم ومدرب كرة قدم ماليزي، ولد في 12 أبريل 1961 في ماليزيا. شارك مع منتخب ماليزيا لكرة القدم. أما مع النوادي، فقد لعب مع نادي كلنتن.